# Campanula moesiaca
Campanula moesiaca är en klockväxtart som beskrevs av Josef Velenovský. Campanula moesiaca ingår i släktet blåklockor, och familjen klockväxter. Inga underarter finns listade i Catalogue of Life.